# Shaoshan
Shaoshan är en stad på häradsnivå, som lyder under Xiangtans stad på prefekturnivå  i provinsen Hunan i Kina. Den är belägen omkring 54 kilometer sydväst om provinshuvudstaden Changsha och är mest känd som Mao Zedongs födelseort. Huset brändes ned 1929 av hans motståndare, representerade av nationlistpartiet Kuomintang, under Kinesiska inbördeskriget.
En kopia av huset invigdes som museum 1950, och särskilt under kulturrevolutionen var Shaoshan ett vallfärdsmål för rödgardister. Järnväg drogs fram från Changsha samtidigt som staden fick speciell administrativ status direkt under provinsregeringen. Shaoshan miste den statusen senare och den sorteras administrativt under den större staden Xiangtan.
Fortfarande drar orten en viss inhemsk och utländsk turism. Sevärdheter inkluderar ett Mao Zedong-museum, Maos födelshem och ett flertal små restauranger som drivs av avlägsna släktingar inom familjen Mao och som säger sig servera precis de maträtter Mao älskade.